# Schistometopum gregorii
Schistometopum gregorii là một loài lưỡng cư thuộc họ Caeciliidae.
Loài này có ở Kenya và Tanzania.
Môi trường sống tự nhiên của chúng là rừng ẩm vùng đất thấp nhiệt đới hoặc cận nhiệt đới, sông ngòi, đầm lầy, các đồn điền, vườn nông thôn, rừng thoái hóa nghiêm trọng, và đất nông nghiệp có lụt theo mùa.
Chúng hiện đang bị đe dọa vì mất môi trường sống.